# Louis Norberg Howard
Louis Norberg Howard (* 12. März 1929 in Chicago, Illinois; † 28. Juni 2015) war ein US-amerikanischer Angewandter Mathematiker, der sich mit Hydrodynamik befasste.
Howard studierte am Swarthmore College mit dem Bachelor-Abschluss 1950 und an der Princeton University mit dem Master-Abschluss 1952 und der Promotion in mathematischer Physik bei Donald Spencer 1953 (Constant Speed Flows). Danach war er Higgins Lecturer in Mathematik in Princeton und 1955 Assistant Professor und später Professor für Mathematik am Massachusetts Institute of Technology. 1981 wurde er Professor an der Florida State University (McKenzie Professor), an der er 1997 emeritierte.
Er befasste sich mit Hydrodynamik, insbesondere turbulenter Konvektion auf großer Skala, Hydrodynamik von Hele-Shaw-Zellen, dem Salzfinger-Phänomen in Meerwasser und mathematischer Modellierung in der Hydrodynamik.
1997 erhielt er den Hydrodynamik-Preis der American Physical Society. Er war Fellow der American Physical Society, der American Academy of Arts and Sciences (1965) und der National Academy of Sciences. 1961 war er Guggenheim Fellow und ab 1962 Sloan Research Fellow.